# Verduistering (oorlog)

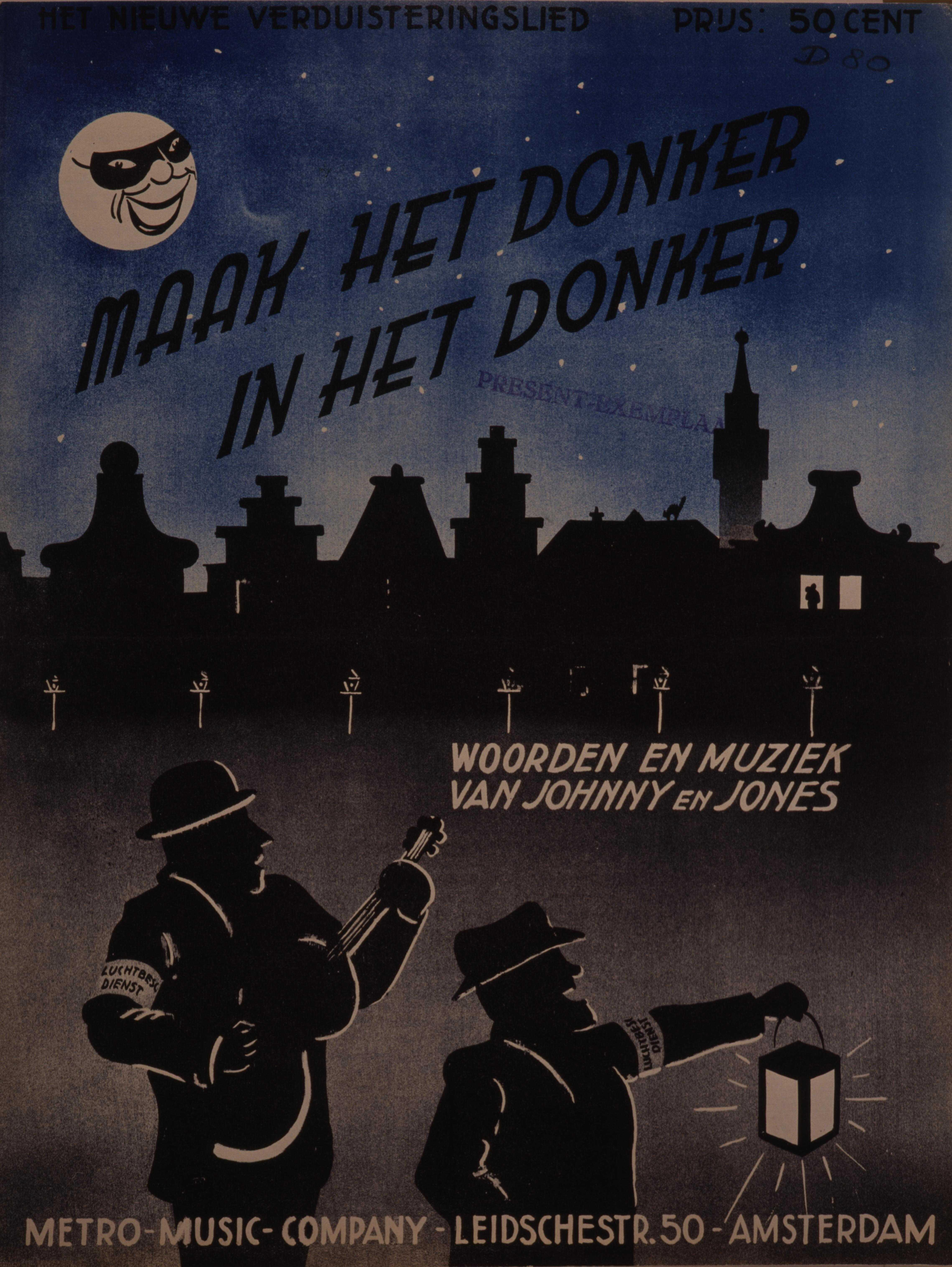
Maak het donker in het donker

Verduistering is het donker maken van voornamelijk gebouwen, straatverlichting en voertuigen om tijdens een oorlog een bombardement of directe beschieting te voorkomen. Ook het bemoeilijken van luchtverkenning of plaatsbepaling kan een reden zijn voor verduistering.

## Verduisteringsmaatregelen in Nederland tijdens bezetting
Verplichte verduisteringsmaatregelen werden gedurende de bezetting in Nederland in de Tweede Wereldoorlog door de Duitsers ingevoerd. De bedoeling van deze verduisteringsmaatregelen was om te voorkomen dat geallieerde bommenwerpers hun weg naar Duitsland zouden vinden of materiaal zouden droppen. De navigatie werd hierdoor bemoeilijkt, hoewel niet onmogelijk gemaakt.
In de praktijk betekende verduistering dat de burgers verplicht waren te voorkomen dat door ramen of andere openingen licht naar buiten kon schijnen. De Luchtbeschermingsdienst zag erop toe dat de verduistering volledig werd toegepast. Was er buiten toch licht te zien dan werd de bewoner van het pand gesommeerd de ramen te blinderen. Dit blinderen gebeurde niet met conventionele gordijnen, maar met zwarte verf of zwart papier. Hierdoor lekte er nauwelijks een straaltje licht naar buiten.
Bij de verduistering van gebouwen bleef het niet. Straatverlichting werd niet meer ontstoken en lampen van auto's en fietsen mochten maar heel weinig licht uitstralen. Hierdoor was het erg donker op straat. Dit was niet zonder risico, mensen verongelukten soms doordat ze in het duister de weg kwijt raakten. Om te voet bij te lichten gebruikte men vaak een knijpkat.
In Amsterdam zijn nog steeds huizen te zien waarop enorme huisnummers staan geverfd. Hierdoor was het terugvinden van het eigen huis in het donker makkelijker.

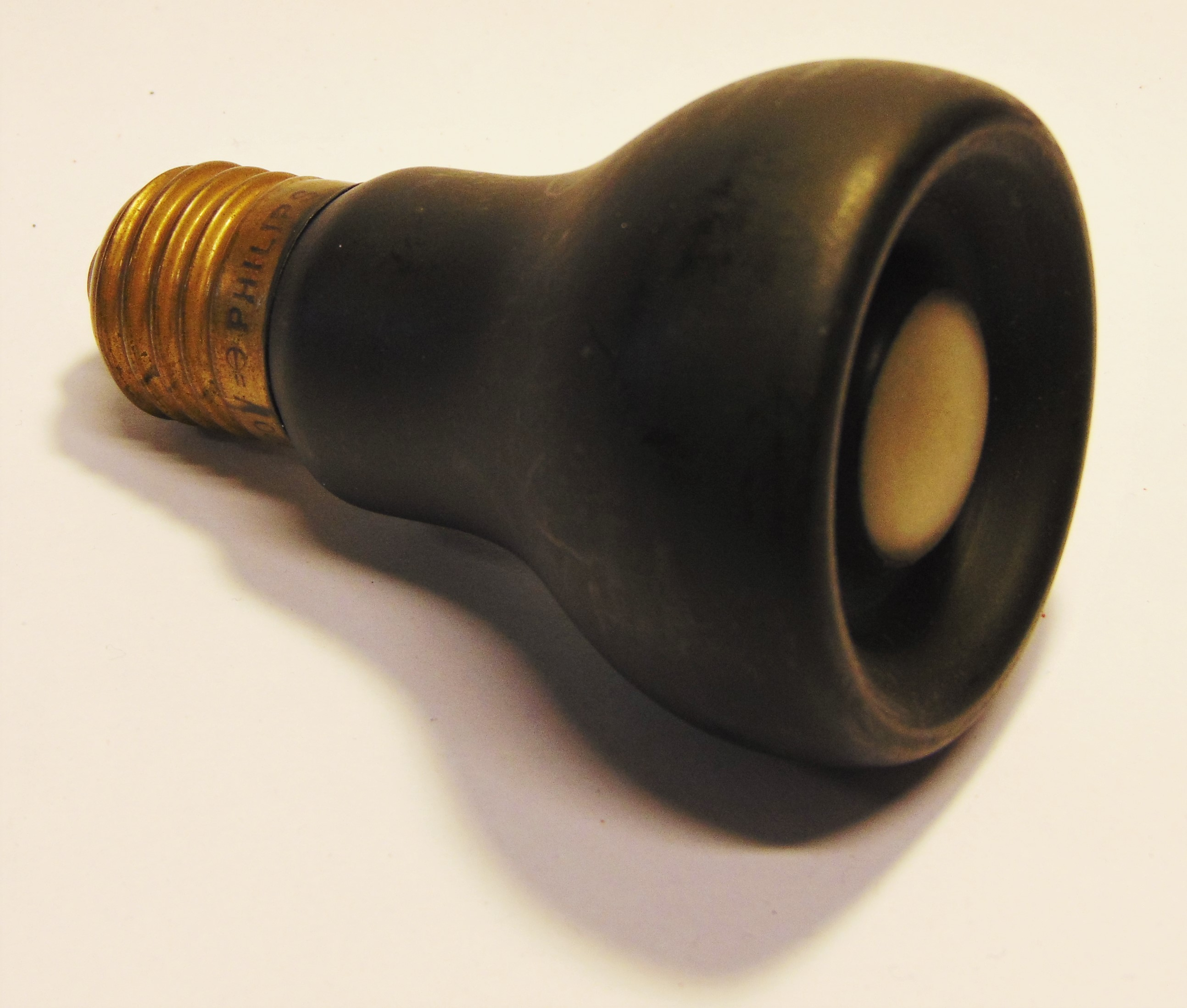
Verduisteringslamp